# NGC 7527
NGC 7527 este o galaxie situată în constelația Pegas. A fost descoperită în 5 septembrie 1864 de către Albert Marth. Se află la o distanță de 108,51 megaparseci de Pământ.